# Paul Friedel
Pour les articles homonymes, voir Friedel et Famille Friedel.
Paul Friedel, né le 27 avril 1955 dans le 7e arrondissement de Paris, est un ingénieur français, « chercheur à l'esprit d'entreprise », proche du milieu industriel de la recherche mais aussi du milieu académique via les grandes écoles françaises d'ingénieurs. Il est membre titulaire de l'Académie des Technologies dont il est le délégué général depuis janvier 2022.

## Biographie

### Famille
Paul Edmond Friedel est le fils de Jacques Friedel, grand-croix dans l'ordre de la Légion d'honneur « pour sa carrière brillante et pour l'apport énorme de sa part à la physique en France et dans le monde », et le petit-fils d'Edmond Friedel. De son mariage en 1977 avec Brigitte Fontès, ingénieure Télécom Paris, sont nés trois enfants.

### Formation
Ancien élève de l'École Polytechnique (promotion 1976), docteur-ès-sciences-physiques, il effectue un post-doctorat aux États-Unis.

### Parcours professionnel
La carrière de Paul Friedel est « vouée à la recherche industrielle dans les technologies de l'information ».
Paul Friedel travaille aux Laboratoires d'électronique du groupe Philips de 1980 à 1987. À cette même période, il est chargé de l'enseignement de la physique à l'Institut supérieur d'électronique de Paris. Il réalise son stage post-doctoral aux laboratoires AT&T Bell Laboratories à Murray Hill (États-Unis) en 1987-1988. Il exerce ensuite diverses fonctions de management en France et à l'étranger en recherche et développement au sein du Groupe Philips, entre 1988 et 2002, tout en poursuivant une activité dans le domaine de l'enseignement au sein des grandes écoles françaises, en étant notamment conseiller scientifique de l'Institut supérieur d'électronique du Nord de 1990 à 1992.
En 2002, il rejoint la société Diebold en qualité de directeur des technologies avancées ; puis en mai 2005, France Télécom, en qualité de directeur de la recherche et de la stratégie, poste qu'il conserve jusqu'au 1er septembre 2010 où il est nommé directeur de Télécom Bretagne,.
Le 1er janvier 2017, l'École des Mines de Nantes et Télécom Bretagne fusionnent pour devenir IMT Atlantique Bretagne Pays de la Loire, Paul Friedel devient alors le directeur de la nouvelle école. Il prend sa retraite à l'issue de ce mandat, le 30 avril 2022.

## Reconnaissance
En juin 2009, il est nommé président de la Société de l'électricité, de l'électronique et des technologies de l'information et de la communication et président du conseil d'administration de l'Institut supérieur de l'électronique et du numérique à Toulon,.
Il est premier vice-président de l'Université européenne de Bretagne, vice-président du pôle de compétitivité Images et Réseaux et du pôle de compétitivité Mer Bretagne,.
Ancien membre de l'Association for Computing Machinery, il est membre de la Société française de physique et de l'Institute of Electrical and Electronics Engineers.
En 1996, pour ses travaux en « physique du solide et télévision numérique », il obtient le Grand Prix de l'électronique Général Ferrié,
Il devient membre de l'Académie des technologies en mars 2019.

## Publications
Paul Friedel est l'auteur d'une trentaine de publications dans le domaine de la physique du solide, et le coauteur avec M. Lannoo de l'ouvrage Atomic and Electronic Structure of Surfaces,.

## Décorations
- Nommé au grade de Chevalier de l'Ordre national du Mérite[11], le 20 novembre 2015.

## Pour approfondir